# Celaena insignata
Celaena insignata är en fjärilsart som beskrevs av Embrik Strand 1921. Celaena insignata ingår i släktet Celaena och familjen nattflyn. Inga underarter finns listade i Catalogue of Life.